# Милостанов Микола Миколайович
Микола Миколайович Милостанов (17 (29) листопада 1891, Лебедин, Харківська губернія, Російська імперія — 15 липня 1985, Харків, УРСР) — український хірург, доктор медичних наук.

## Життєпис
Народився 29 листопада 1891 року в місті Лебедин Харківської губернії.
Першим учителем медицини Милостанова був Костянтин Зільберник — земський лікар Лебединського повіту. На початок Першої світової війни навчався на медичному факультеті Харківського університету. 1915 року, навчаючись на V курсі, був призваний у ряди Російської імператорської армії зауряд-лікарем II розряду попри те, що ще не завершив навчання та не отримав диплом. 1917 року відправлений до Харківського військового шпиталю, де наступного року закінчив навчання.
1919 року добровільно вступив до Червоної армії, в якій працював старшим полковим лікарем. З наступного року працював у Харківському військовому шпиталі.
1932 року здобув звання доктора медичних наук, а 1935 — професора.
Від 1933 року працював в Українському інституті вдосконалення лікарів, де з 1938 року був завідувачем кафедри військово-польової хірургії. Того ж року почав працювати в Інституті загальної та невідкладної хірургії в Харкові, де до 1941 року був завідувачем відділу невідкладної хірургії.
Під час Другої світової війни служив у Червоній армії. Був головним хірургом 2-го Прибалтійського фронту.
З 1949 року — завідувач хірургічної клініки, з 1955 року — заступник директора Інституту переливання крові та невідкладної хірургії з наукової роботи, з 1965 року — науковий консультант Інституті загальної та невідкладної хірургії.
Помер у Харкові 15 липня 1985 року.

## Наукова діяльність
До сфери наукових інтересів Миколи Милостанова входили невідкладна та військово-польова хірургія, переливання крові, захворювання органів грудної та черевної порожнин, лікування вогнепальних поранень тощо.
На II Всеукраїнському з'їзді хірургів в 1927 році запропонував проводити невідкладні хірургічні втручання при апендициті. Досліджував симптоми та лікування «гострого живота».
Микола Милостанов написав понад 100 наукових праць, а також статтю про свого першого вчителя медицини — Костянтина Зільберника:
- Типическая операция для закрытых сквозных дефектов щеки // ВХ. 1927. Т. 4, кн. 11;
- Острый живот: Руководство для воен. врачей. К., 1947;
- К вопросу огнестрельных ранений живота по опыту Великой Отечественной войны // Тр. 25-го Всесоюз. съезда хирургов. Москва, 1948;
- Розпізнавання «гострого живота». К., 1953;
- Основные направления в современном лечении ран // Клиническая хирургия, 1970, № 11 (співавт.);
- Константин Александрович Зильберник — организатор хирургической помощи в Лебедине и Лебединском уезде // Там само, 1980, № 6.

## Нагороди
- Орден Леніна
- Два ордени Червоного Прапора
- Два ордени Червоної Зірки
- радянські державні та бойові медалі[4]